# Poiana Cristei (gmina)
Poiana Cristei – gmina w Rumunii, w okręgu Vrancea. Obejmuje miejscowości Dealu Cucului, Dumbrava, Mahriu, Odobasca, Petreanu, Podu Lacului, Poiana Cristei i Târâtu. W 2011 roku liczyła 2650 mieszkańców.